# Teodor Ușev
Teodor (Theodore) Asenov Ușev (în bulgară Теодор Асенов Ушев; n. 4 februarie 1968, Kiustendil, Kiustendil, Bulgaria) este un realizator de animații, regizor de film și scenarist bulgar, stabilit în Montreal. Este cel mai cunoscut pentru munca sa la Consiliul Național de Film al Canadei (National Film Board of Canada, NFB), inclusiv pentru scurtmetrajul de animație din 2016, Vaișa oarbă (Vaysha l'aveugle), care a fost nominalizat la Premiul Oscar pentru cel mai bun scurtmetraj de animație. Este Cavaler al Ordinului Artelor și Literelor (Ordre des Arts et des Lettres) din Franța.

## Viață și carieră
Ușev s-a născut la 4 februarie 1968 în Kyustendil, Bulgaria, și a absolvit decorațiuni scenice, animație și machiaj la Școala de Arte Scenice din Plovdiv. A obținut o diplomă de master în design grafic la Academia Națională de Arte (în bulgară Национална художествена академия) din Sofia. Inițial a devenit faimos ca designer de afișe și grafician, înainte de a se muta la Montreal în 1999. Aici și-a câștigat rapid o reputație de regizor de animație pentru Consiliul Național de Film al Canadei (NFB), cu filme precum Vertical (2003), The Man Who Waited (2006), Tower Bawher (2006), Sou (2006), Tzartitza (2007) și Drux Flux (2008), câștigător al Premiului Institutului Canadian de Film pentru cea mai bună animație canadiană la Festivalul Internațional de Animație de la Ottawa.
În 2010 a finalizat un scurt documentar de animație despre Arthur Lipsett⁠(d), intitulat Jurnalele lui Lipsett.
În martie 2011, Jurnalele lui Lipsett a primit premiul Genie pentru cel mai bun scurtmetraj de animație la cea de-a 31-a ediție a Premiilor Genie.
A creat animații multimedia și promoționale pentru spectacole live ale trupei britanice Public Symphony și pentru albumul și turneul live In an Island ale lui David Gilmour, precum și ilustrațiile pentru cartea Ballad of a Thin Man: In Search of Ryan Larkin (2008) a lui Chris Robinson.
Al treilea film din trilogia sa despre secolul al XX-lea, Gloria Victoria⁠(d) (2013), a fost desemnat cel mai apreciat scurtmetraj de animație din 2013. Într-un sondaj realizat în rândul a cincisprezece programatori și critici de festivaluri respectați, rugați să numească fiecare cele mai bune scurtmetraje de animație din 2013, filmul care a ieșit pe primul loc a fost Gloria Victoria. Produs la Consiliul Național de Film din Canada, filmul a fost selectat de 11 din cele 15 persoane chestionate. Filmul a primit și o nominalizare la Premiile Annie de la Hollywood în 2014.

### Vaișa oarbă(Vaysha l'aveugle)
Vaișa oarbă (Vaysha l'aveugle) a câștigat premiul Academiei Canadiene de Cinema și Televiziune pentru cel mai bun scurtmetraj de animație la cea de-a 5-a ediție a Premiilor Canadian Screen. 
A primit Premiul Juriului și Premiul Juriului Junior la Festivalul Internațional de Film de Animație de la Annecy și a avut premiera nord-americană la Festivalul Internațional de Film de la Toronto din 2016.
În septembrie 2016, a primit premiul Cartoon Network pentru cel mai bun scurtmetraj narativ de animație și premiul Institutului Canadian de Film pentru cel mai bun film de animație canadian la cea de-a 40-a ediție a Festivalului Internațional de Animație de la Ottawa.
Vaișa oarbă (Vaysha l'aveugle) a fost inclus și în lista TIFF a scurtmetrajelor „Canada’s Top Ten” din 2016, selectate de un juriu de cineaști și profesioniști din industrie.
Filmul a fost nominalizat și la categoria Cel mai bun scurtmetraj de animație la cea de-a 89-a ediție a Premiilor Oscar. Ușev a declarat că, având în palmares 16 filme până în prezent, a renunțat la speranța de a fi vreodată nominalizat la Oscar, deoarece se temea că filmele sale ar putea fi „prea abstracte, prea avangardiste, prea elitiste, prea întunecate” pentru Academie. El a declarat că, la auzul veștii nominalizării sale la Oscar, a avut o reacție emoțională puternică: „Când am auzit numele filmului meu, pur și simplu m-am oprit din vizionat, pentru că am leșinat... Am plâns. La început am râs, apoi am plâns din nou. Eram scăpat de sub control... Totul e ciudat și incitant.” 

## Lucrări experimentale
Interesul său deosebit pentru noile forme vizuale l-a dus la experimente cu lucrări interactive în spații publice și de realitate virtuală. 

## Filmografie
- 1999: Aurora
- 2003: Well-Tempered Heads / Capete bine temperate
- 2003: Verticală
- 2003: Here Comes a Miracle / Iată că vine un miracol
- 2006: Tower Bawher
- 2006: Omul care a așteptat (L'homme qui attendait)
- 2006: Sou
- 2007: Țarița
- 2008: Drux Flux⁠(d)
- 2010: Lipsett Diaries (Les journaux de Lipsett)
- 2011: Privighetoare în decembrie (Rossignols en décembre)
- 2012: Demoni
- 2012: Joda
- 2013: Gloria Victoria
- 2014: Pagina a treia de la Soare (3e page après le soleil)
- 2015: Sleepwalker (Sonámbulo)
- 2016: Vaișa oarbă (Vaysha l'aveugle⁠(d))
- 2018: 8'19”
- 2019: Fizica tristeții (Physique de la tristesse)
- 2020: Barcelona de Foc
- 2022: Phi 1.618
- 2024: Lupul (Le Loup)